# زينة راشد
زينة محمد شعبان (12 مايو 1988) رياضية أردنية ولاعبة المنتخب الوطني الأردني في تنس الطاولة .تعتبر من أكثر الرياضيات الأردنيات الواعدات لإنجازاتها المتميزة والرائعة في الرياضة. شاركت في دورة الاتحاد الدولي لتنس الطاولة وبطولات شركة مجموعة ليبهير الدولية، وحققت نجاحها الرياضي من خلال فوزها بميداليتين فضيّتين في كأس العرب.كما أنها تسدد باليُمنى، وتستخدم طريقتي (shakehand grip) و(attacking chopper) في اللعب .وقد تم تصنيفها من قبل الاتحاد الدولي لتنس الطاولة بالمركز 278 على مستوى العالم في ديسمبر عام 2008.

## دراستها وتعليمها
درست في مدرسة البكالوريا – عمان . حاصلة على شهادة البكالوريوس في الاقتصاد من كلية رويال هولواي في جامعة لندن، ودرجة الماجستير في البيئة والتنمية من كلية لندن للاقتصاد. تتحدث أيضاً باللغتين الفرنسية والألمانية.

## مسيرتها الرياضية
كان أول ظهور لها على ساحة اللعبة عندما كانت في سن السادسة حيث كانت عادة ما تمارس اللعبة مع والدها. وقامت بالتوجه مع أسرتها إلى الألعاب الأولمبية الصيفية 1996 المقامة في أتلانتا في ولاية جورجيا الأمريكية، حيث تغيرت حياتها بالكامل عندما قابلت لأول مرة لاعبة تنس الطاولة الصينية دينغ يابينغ (Deng Yabinj) الحائزة على بطولة العالم 18 مرة، حيث قامت بتحفيزها وتشجيعها على اللعب. وقد سافرت زينة في السنة التالية في أول معسكر لها إلى مدينة شنغهاي الصينية حيث قضت أشهرا من التمرين والاستعداد لتصبح لاعبة تنس طاولة مؤهلة وناجحة.
متبعةً تمارينها في الصين وغالبا في أوروبا، حققت زينة نجاحا مبكراً في تنس الطاولة عندما حصدت اللقب في بطولات العالم للمبتدئين ضمن فئة المصنفات تحت 14 عاما. وفي سن العاشرة افتتحت ظهورها العالمي في بطولة أمريكا المفتوحة لتنس الطاولة في ولاية فلوريدا الأمريكية، حيث أبدت للعيان موهبتها وأداءها الرائعين لتقوم بحصد لقب البطولة ضمن فئة السيدات تحت سن العاشرة. وقد استمرت في بناء نجاحها في اللعبة بممارستها كلاعبة قائدة الفريق في بطولة العالم للمبتدئين التابعة للإتحاد الدولي لتنس الطاولة والاتحاد الدولي لتنس الطاولة للمحترفين، وأيضا بطولات العالم الفردية والزوجية التابعة لشركة مجموعة ليبهير.وقد فازت أيضا بميداليتين فضيتين في كأس العرب في صنعاء في اليمن سنة 2003 ، وفي بيروت - لبنان سنة 2004.
في عام 2003 أصبحت زينة متمرسة ومحترفة، وحصلت على لقب أفضل رياضية في الأردن. وأصبحت أيضا واحدة من الرياضيات الواعدات وأكثرهم تميزا ليتم اختيارها لتحصل على منحة من صندوق التضامن الأولمبي، والتي حسنت فرصها في التأهل إلى الألعاب الأولمبية. في سن السادسة عشر ظهرت لأول مرة في الألعاب الأولمبية الصيفية 2004 في أثينا باليونان بعد مشاركتها بجولة تصفيات غرب آسيا المؤهلة للأولمبياد في الدوحة بقطر. وودعت البطولة من الدور الثانى التمهيدي بعد خسارتها على يد الرومانية ادريانا زامفر (Adriana Simion-Zamfir) الفائزة بالأولمبياد ثلاث مرات.
وبعد أنتهاء الأولمبياد مُنحت ميدالية الملك حسين من قبل الملك عبد الله الثاني بن الحسين لإنجازاتها المتميزة ولما قدمته للعبة وما تتحلى به من روح رياضية عالية. وفي الألعاب الأولمبية الصيفية 2008 في بكين بالصين منحت شرف حمل علم البلاد في الحفل الافتتاحي. تنافست للمرة الثانية في دوري فردي السيدات لكنها خسرت مباراتها الأولى ضد ممثلة جمهورية التشيك دانا هاداكوفا (Dana Hadačová) بنتيجة 0 مقابل 4.
زينة هي عضو في نادي تنس الطاولة الألماني (TTF Liebherr Ochsenhausen) في مدينة بادن-فورتمبيرغ، ونادي برلين لتنس الطاولة (3B Berlin Table Tennis Club) بألمانيا وتدربت على يد السويدي الدولي أندريس جوهانسون (Anders Johansson).

## الحياة الشخصية
تزوجت بالأمير راشد بن الحسن في 22 يوليو من عام 2011 في قصر بسمان - عمّان. أنجبت طفلين هما الأميرين حسن وطلال.

## روابط خارجية
- زينة راشد على موقع منظمة تنس الطاولة العالمي (الإنجليزية)
- زينة راشد على موقع اللجنة الأولمبية الدولية (الإنجليزية)
- زينة راشد على موقع أوليمبيديا (الإنجليزية)
- الموقع الرسمي
- صفحة زينة شعبان في موقع الاتحاد الدولي لتنس الطاولة